# Leptosiella thompsoni
Leptosiella thompsoni là một loài bọ cánh cứng trong họ Cerambycidae.